# Reece Wilson
Reece Wilson (* 11. Juni 1996) ist ein schottischer Radrennfahrer, der sich auf die Disziplin MTB Downhill spezialisiert hat.

## Sportlicher Werdegang
Erstmals trat Wilson auf internationaler Ebene im Jahr 2014 in Erscheinung, als er im UCI-Mountainbike-Weltcup beim Downhill der Junioren an den Start ging und zweimal den 7. Platz belegte. Im Jahr 2015 wurde er Profi-Radsportler beim Unior Tools Team. Es folgte ein Intermezzo beim Bergamont Factory Team, bevor er zur Saison 2019 zu seinem heutigen Team Trek Factory Racing DH kam.
In den Jahren 2015 bis 2019 startete Wilson im Weltcup und erzielte regelmäßig Top-20-Platzierungen. Seine besten Einzelplatzierungen waren jeweils ein 4. Platz in den Jahren 2018 und 2019 bei seinem Heimrennen in Fort William.
Im Jahr 2020 gewann er überraschend bei den UCI-Mountainbike-Weltmeisterschaften in Leogang den Weltmeistertitel im Downhill, als er bei nassem und kaltem Wetter am besten mit den schwierigen Streckenbedingungen zurechtkam. Im Weltcup gewann er im gleichen Jahr das Qualifikationsrennen Maribor, seinen ersten Weltcup-Erfolg erzielte er in der Saison 2021 in Snowshoe. Die Saison 2022 brach er nach der zweiten Weltcup-Station ab, da er sich – nach eigenen Angaben – unwohl gefühlt hatte. Nachdem Wilson 2023 wieder in das Wettkampfgeschehen eingreifen wollte, fiel er durch eine schwere Verletzung mit mehreren Knochenbrüchen für die komplette Saison aus.

## Erfolge
2020
- Weltmeister – MTB Downhill (DHI)

2021
- ein Weltcup-Erfolg – MTB Downhill (DHI)